# Huygens (Supercomputer)

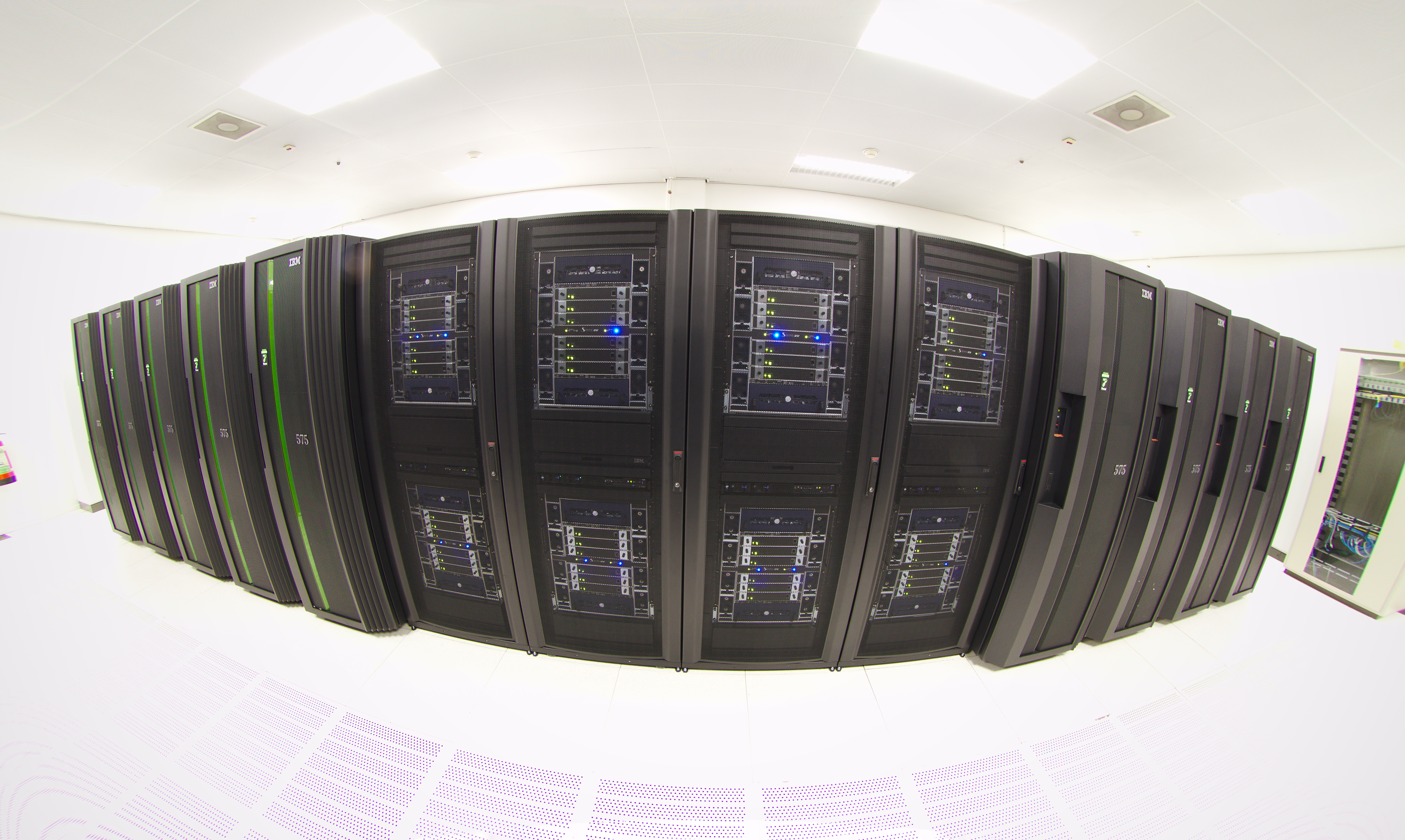

Huygens ist ein Supercomputer des Unternehmens SARA. Er wurde am 13. Juni 2007 durch den Bürgermeister Job Cohen im Science Park in Amsterdam in Betrieb genommen. Der Computer ist nach dem niederländischen Astronomen und Naturwissenschaftler Christiaan Huygens und dem niederländischen Dichter Constantijn Huygens benannt.

## Leistungsdaten
Huygens besteht derzeit aus 120 1,9 GHz schnellen IBM Power 5+ Prozessoren mit jeweils 16 Kernen und erreicht eine Leistung von 14,6 TeraFlops. In seiner endgültigen Ausbaustufe soll er 60 TeraFlops leisten. Aktuell steht er damit auf Platz 315 der TOP500 (Stand: Juni 2008).
Seine Speicherkapazität beträgt derzeit 480 TB, bestehend aus einzelnen 300 GB Festplatten. Als Betriebssystem kommt SuSE Linux Version 9 for POWER5+ zum Einsatz.